# Sandö (Vårdö, Åland)
Sandö är en ö i Åland (Finland). Den ligger i Skärgårdshavet och i kommunen Vårdö i landskapet Åland, i den sydvästra delen av landet. Ön ligger omkring 34 kilometer nordöst om Mariehamn och omkring 250 kilometer väster om Helsingfors.
Öns area är 4,76 kvadratkilometer och dess största längd är 5,8 kilometer i nord-sydlig riktning. Då ingår de genom en vägbank förbundna tidigare öarna Alören och Vattungs revet med det nordliga färjefästet med förbindelse mot Timskär och Östra Simskäla. I söder finns en fast vägförbindelse över Sandö sund till Vårdö. Ön höjer sig omkring 30 meter över havsytan.